# 阿蒂利烏維瓦夸

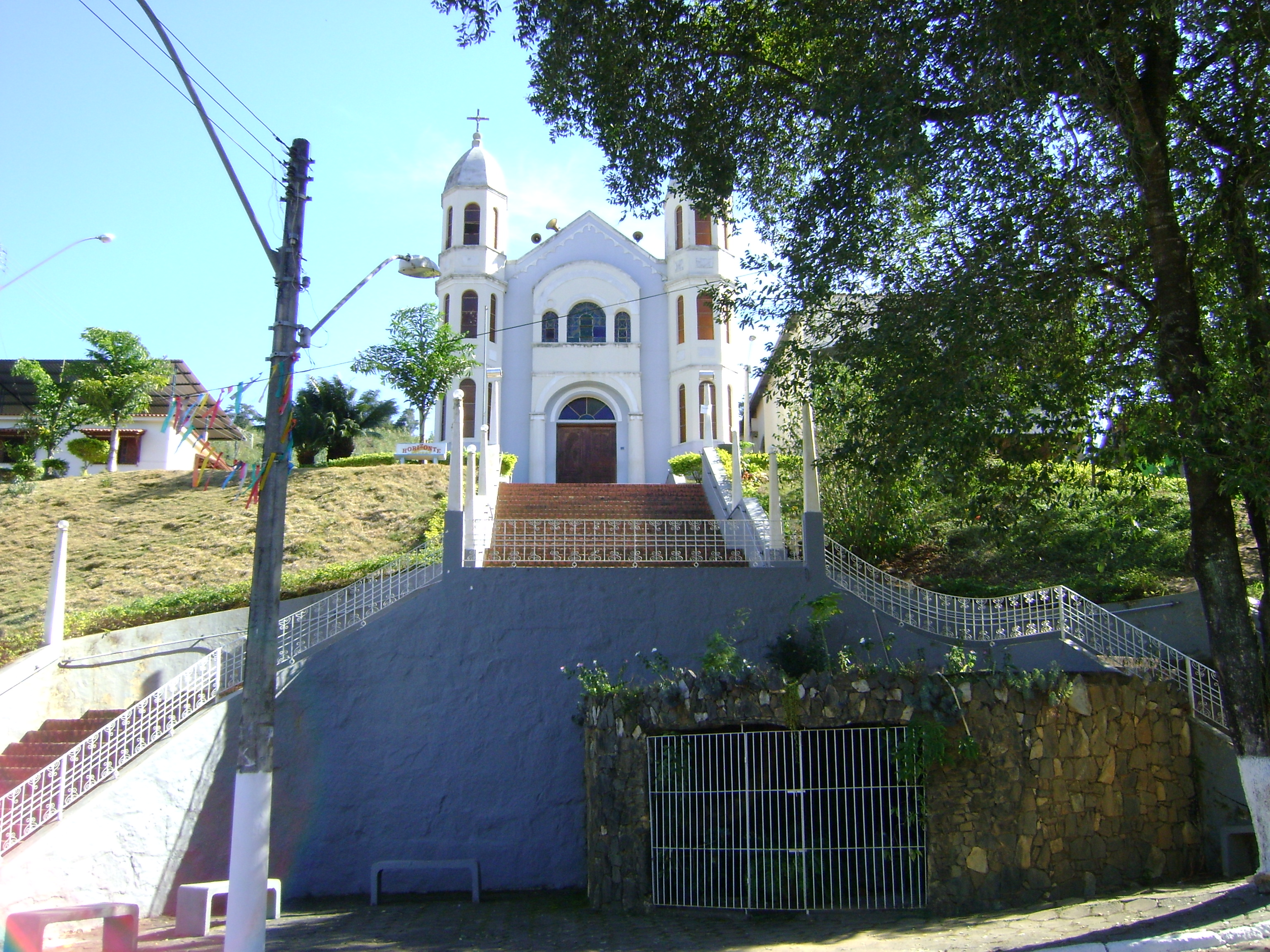
阿蒂利烏維瓦夸

20°54′50″S 41°11′52″W / 20.91389°S 41.19778°W
阿蒂利烏維瓦夸（葡萄牙語：Atílio Vivácqua），是巴西的城鎮，位於該國東南部，由聖埃斯皮里圖州負責管轄，始建於1963年4月10日，面積227平方公里，海拔高度85米，2010年人口9,840，人口密度每平方公里43.38人。